# Войцех Лободзинський
Войцех Лободзинський (пол. Wojciech Łobodziński, нар. 20 жовтня 1982, Бидгощ) — польський футболіст, що грав на позиції півзахисника. Відомий за виступами в низці польських клубів, зокрема «Заглемб'є» (Любін), «Вісла» (Краків) та «Медзь» (Легниця), а також у складі національної збірної Польщі. Чотириразовий чемпіон Польщі, володар Суперкубка Польщі По завершенні кар'єри гравця — польський футбольний тренер, з 2023 року очолює тренерський штаб команди Арка (Гдиня).

## Клубна кар'єра
Войцех Лободзинський народився в Бидгощі, де й розпочав виступи на футбольних полях у місцевій команді «Завіша», проте вже в 1999 році пішов у короткочасну оренду до клубу вищого дивізіону Польщі «Стоміл» (Ольштин), проте зіграв у її складі лише 1 матч, а з початку 2000 року грав у складі команди «Вісла» (Плоцьк).
У 2003 році Войцех Лободзинський став гравцем іншої команди вищого дивізіону польського футболу «Заглемб'є» з Любіна. У складі любінської команди Лободзинський у сезоні 2006—2007 років став чемпіоном країни, а в 2007 році став володарем Суперкубка Польщі.
У 2008 році Лободзинський перейшов до складу краківської «Вісли», у складі якої вже в перший рік виступів став чемпіоном Польщі, вдруге у складі краківської «Вісли» став чемпіоном країни в сезоні 2008—2009 років, ще раз став чемпіоном країни у складі краківської команди в сезоні 2010—2011 років. Проте в 2011 році клуб спочатку призупинив контракт футболіста, а в кінці року розірвав із ним контракт за підозрою в участі в договірних матчах у складі його попереднього клубу.
На початку 2012 року Войцех Лободзинський грав у складі клубу ЛКС (Лодзь), одночасно він отримав півтора року умовного ув'язнення, а в середині року перейшов до складу команди «Медзь» (Легниця). У кінці 2012 року Польський футбольний союзнаклав на футболіста піврічну дискваліфікацію за участь у договірних матчах. У складі «Медзі» футболіст грав до 2020 року, після чого завершив виступи на футбольних полях.

## Виступи за збірну
Войцех Лободзинський розпочав виступи у складі юнацьких збірних Польщі ще в 1996 році. У 1999 році у складі юнацької збірної Польщі віком до 16 років він став срібним призером чемпіонату Європи. У 2001 році футболіст у складі юнацької збірної Польщі віком до 18 років став чемпіоном Європи. Загалом на юнацькому рівні Лободзинський зіграв 61 матч у складі збірної, в якому відзначився 13 забитими м'ячами.
У 2002 році Лободзинський зіграв 2 матчі у складі молодіжної збірної Польщі.
У 2006 році Войцех Лободзинський дебютував у складі національної збірної Польщі. У складі збірної був учасником чемпіонату Європи 2008 року в Австрії та Швейцарії. У складі збірної футболіст грав до 2009 року, загалом протягом кар'єри в національній команді провів у її формі 23 матчі, забивши 2 голи.

## Кар'єра тренера
Відразу після завершення виступів на футбольних полях Войцех Лободзинський увійшов до тренерського штабу своєї колишньої команди «Медзь». Спочатку колишній футболіст очолив другу команду клубу та одночасно став асистентом головного тренера першої команди клубу, а в 2021 році став головним тренером першої команди. На початку 2023 року Лободзинський очолив клуб «Вечиста» (Краків), проте за короткий час за відсутності результатів покинув краківську команду, та став головним тренером команди «Арка» (Гдиня). 

## Титули і досягнення
- Володар Суперкубка Польщі (1):

«Заглемб'є» (Любін): 2007
- Чемпіон Польщі (4):

«Заглемб'є» (Любін): 2006–2007
«Вісла» (Краків): 2007–2008, 2008–2009, 2010–2011
- Срібний призер юнацького чемпіонату Європи (U-16): 1999
- Чемпіон Європи серед юнаків (U-18): 2001